# Beulah Annan
Beulah May Annan (amb nom de soltera Sheriff; 18 de novembre de 1899 - 10 de març de 1928) va ser un presumpta assassina nord-americana. La seva història va inspirar l'obra Chicago de Maurine Dallas Watkins el 1926. L'obra es va adaptar a una pel·lícula muda de 1927, un musical escènic de 1975 i un musical de pel·lícula de 2002 (que va guanyar l'⁣Oscar a la millor pel·lícula), tots amb aquest títol, i una pel·lícula de comèdia romàntica de 1942, Roxie Hart, anomenada així pel personatge que Annan va inspirar.

## Primers anys de vida
Annan va néixer amb el nom de Beulah May Sheriff a Owensboro, Kentucky, filla de Mary (nascuda amb el nom de Neel) i John R. Sheriff. Mentre vivia a Kentucky, es va casar amb el seu primer marit, l'operador de linotips de diaris Perry Stephens. Aviat es van divorciar, i Beulah va conèixer el mecànic de cotxes Albert "Al" Annan. Van anar junts a Chicago, on es van casar el 29 de març de 1920.
A Chicago, Albert va trobar feina com a mecànic en un garatge i Beulah finalment es va convertir en comptable a Tennant's Model Laundry. A la bugaderia va conèixer en Harry Kalstedt i els dos van començar una aventura.

## Assassinat
El 3 d'abril de 1924, al dormitori de la parella, Annan va disparar a Kalstedt per l'esquena. Segons la seva història inicial, havien estat bevent vi que Kalstedt havia portat i es van discutir. Hi havia una pistola al llit i tots dos la van agafar, però Beulah la va aconseguir primer i va disparar a Kalstedt mentre es posava l'abric i el barret. Va tocar un disc de foxtrot, "Hula Lou", una vegada i una altra durant unes quatre hores mentre s'asseia bevent còctels i veient morir Kalstedt. Aleshores va trucar al seu marit per dir-li que havia matat un home que havia "intentat de fer l'amor" amb ella.

## El judici
La història d'Annan va canviar amb el temps: primer, va confessar l'assassinat; més tard, Annan va afirmar que va disparar a Kalstedt en defensa pròpia, tement que estigués a punt de ser violada. Segons una de les seves darreres versions de la història, ell li va dir que la deixava, ella va reaccionar enfadada i després li va disparar. Els fiscals van suposar que Kalstedt va amenaçar de deixar Annan i ella va respondre a la seva amenaça disparant-li amb una ràbia gelosa. La seva última història al judici va ser que va dir a Kalstedt que estava embarassada, van lluitar i tots dos van agafar l'arma.
Albert Annan va estar al seu costat després de la seva detenció, va treure els seus diners del banc per aconseguir-li els millors advocats i va estar al seu costat durant tot el judici. L'endemà que el judici va acabar amb la seva absolució, el 25 de maig de 1924, Beulah Annan va anunciar: "He deixat el meu marit. És massa baix per mi". El 1926 va afirmar que ell l'havia abandonat i es va divorciar d'ell.

## Vida posterior
El 1927, després de finalitzar el seu divorci amb Annan, es va casar amb Edward Harlib, un boxejador. Només tres mesos després va afirmar que havia estat cruel amb ella i va demanar el divorci. En l'acord de divorci, Harlib li va pagar 5.000 dòlars (equivalent a 78 mil dòlars actuals). Després del seu divorci d'Harlib, Annan va estar involucrada amb un quart home, Able Marcus.

## Mort
Annan va morir de tuberculosi, als 28 anys, al Chicago Fresh Air Sanatorium, on s'allotjava sota el nom de Beulah Stephens, el 1928, quatre anys després de la seva absolució per assassinat.
Va ser retornada al seu estat natal per ser enterrada al cementiri de l'església presbiteriana de Mount Pleasant Cumberland, al comtat de Daviess, Kentucky. No obstant això, la seva tomba indica incorrectament la seva mort com un any abans, i indica que va ser el 10 de març de 1927.